# Declinia versicolor
Declinia versicolor is een keversoort uit de familie Decliniidae. De wetenschappelijke naam van de soort is voor het eerst geldig gepubliceerd in 1996 door Sakai & Sato.